# Aga Lahowska
Jadwiga Aga Lahowska de Romanska, également connue sous le nom d'Aga Lahowska-Mundell, née à Varsovie (Pologne) le 1er janvier 1892 et morte après 1962, est une soprano et mezzo-soprano polonaise qui a développé une partie de sa carrière professionnelle en Espagne en étroite collaboration avec Manuel de Falla.

## Biographie
Lahowska naît à Varsovie. En Pologne, elle se distingue en jouant le rôle principal dans Halka de Stanisław Moniuszko. Lahowska et Falla, qui ont toujours entretenu une amitié de cordialité singulière, se produisent dans plusieurs récitals philharmoniques et culturels en Espagne.
En 1920, elle crée au Edificio Coliseo Albia (es) à Bilbao l'opéra Amaya de Jesús Guridi, aux côtés d'Ofelia Nieto, du ténor Isidoro de Fagoaga, Giulio Cirino et de la basse Gabriel Olaizola.
Le 14 juin 1922, elle participe au Concurso de Cante Jondo tenu à Grenade, en Andalousie, organisé par le compositeur andalou Manuel de Falla et fortement soutenu depuis le début par le poète andalou Federico García Lorca.
Elle se produit à Barcelone au Grand théâtre du Liceu pendant les saisons 1919-1920 et 1921-1922. En novembre 1921, elle ouvre la saison d'opéra avec Louise, dirigé par La Rotella et est accompagnée d'interprètes tels que Geneviève Vix, Paul Goffin et Julien Laffont.
Le 12 août 1925, elle épouse à Londres Howell Dawson Mundell, un avocat anglais basé à Singapour.